# Associated Independent Recording
Pour les articles homonymes, voir AIR.
Associated Independent Recording (AIR Studios), une compagnie de disque indépendante, a été fondée à Londres en 1969 par les Beatles, le producteur George Martin et son partenaire John Burgess après leur départ de EMI.
Depuis 1969, AIR a exploité ses propres installations professionnelles d'enregistrement audio.

## Historique

### Oxford Street
Le premier complexe d'enregistrement est installé à Oxford Street à Londres. Il comprend deux grands et deux petits studios équipés de pianos Bösendorfer, de consoles de mixage 56 canaux, de synthétiseur sampler Fairlight CMI et d'ordinateur Atari associé au logiciel Cubase de Steinberg.

### AIR Montserrat

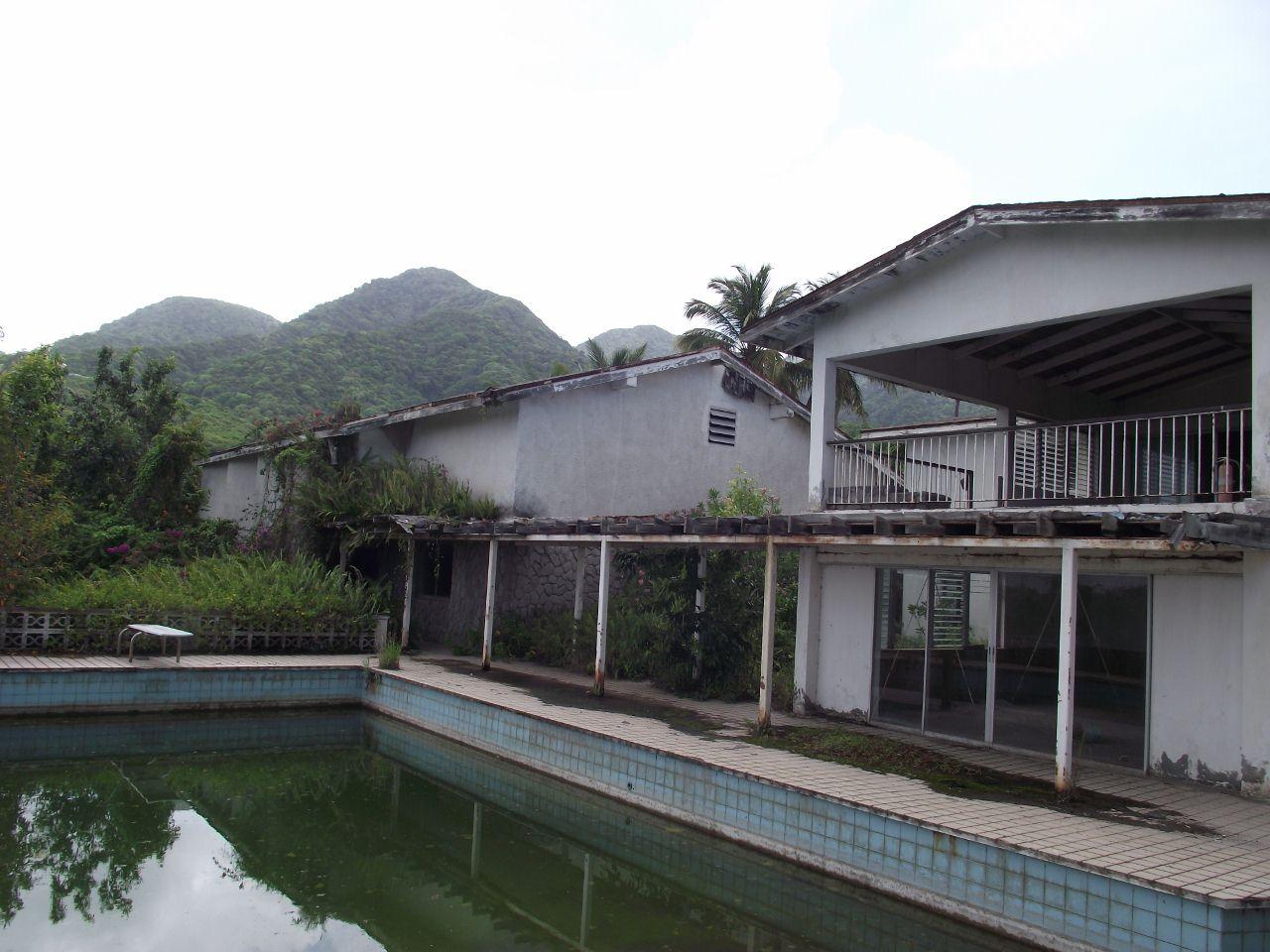
L'AIR Studio de Montserrat à l'abandon en mai 2013.

Le second complexe est construit sur l'île de Montserrat aux Antilles dans les années 1970. Le studio est équipé de consoles Solid State Logic 60 canaux, de magnétophones à bande Mitsubishi 32 pistes, Studer A800 24 pistes et une Neve A4792 sur mesure désormais installée au Subterranean Sound à Toronto .
Jimmy Buffett y enregistre son album Volcano en mai 1979, dont le titre est une référence au volcan de la Soufrière. Dans les années 1980, Elton John y enregistre trois albums. Dire Straits enregistre à Montserrat son album à succès Brothers in Arms en 1984 et 1985. Duran Duran enregistre plusieurs albums dont notamment Rio et Seven and the Ragged Tiger. De nombreux artistes comme Paul McCartney, Rush, The Police (Ghost in the Machine et Synchronicity), The Rolling Stones, Pink Floyd, Black Sabbath, Midge Ure, Little River Band, Sheena Easton, Luther Vandross ou encore Supertramp ou UFO enregistrent également sur l'île.
Les installations ont beaucoup souffert de l'ouragan Hugo en 1989 ce qui a entrainé la fermeture puis l'abandon du site.

### Lyndhurst Hall
En 1991 la société s'installe à Hampstead dans Lyndhurst Hall, une église victorienne classée monument historique et dessinée par l'architecte Alfred Waterhouse. Après des travaux de restructuration, les nouveaux studios, équipés d'une console de mixage Neve 96 pistes, ouvrent en décembre 1992. De nombreux artistes ont enregistré à Lyndhurst Hall comme ceux précédemment cités : Dire Straits, Duran Duran, les Rolling Stones, Pink Floyd, Black Sabbath, Supertramp, The Police ou Elton John.